# Мілях Олександр Миколайович
Олександр Миколайович Мілях (16 (29) серпня 1906, Сімферополь — 25 жовтня 1985) — український радянський вчений у галузі електродинаміки, доктор технічних наук (з 1954 року), професор (з 1962 року), член-кореспондент АН УРСР (з 10 червня 1964 року).

## Біографія
Народився 16 (29 серпня) 1906 року в Сімферополі. Після закінчення в 1931 році Харківського електротехнічного інституту викладав у ньому. Був завідувачем кафедри, завідувачем сектором аспірантури. Член ВКП(б) з 1939 року. У 1941–1947 роках старший науковий співробітник в Інституті енергетики АН УРСР. З 1947 року — в Інституті електродинаміки АН УРСР (у 1959–1973 роках його директор).

Могила Олександра Міляха

Жив у Києві в будинку на вулиці Челюскінців, 15, квартира 31. Помер 25 жовтня 1985 року. Похований в Києві на Міському кладовищі «Берківцях» (ділянка № 79). Наказом Управління охорони пам'яток історії, культури та історичного середовища № 53 від 4 листопада 1998 року могила є об'єктом культурної спадщини Подільського району в місті Києві.

## Наукова діяльність
Автор понад 200 наукових праць, у тому числі 6 монографій, 73 авторських свідоцтв. Основні праці стосуються теорії складних електричних кіл і електродинамічних систем, методів дослідження електромагнітних процесів. Під його керівництвом створено електричні машини для автомного керування об'єктами в просторі, нові схеми перетворення енергії, розроблено стабілізатори, інвертори і перетворювачі частот з високими енергетичними властивостями.

## Відзнаки
Лауреат Державної премії УРСР в галузі науки і техніки (1975; за розробку теорії індуктивно-ємкісних перетворювачів та створення на їх основі систем стабілізованого струму для живлення електротехнічної та електронної апаратури) і премії АН України імені Г. Ф. Проскури (за 1983 рік).
Заслужений діяч науки УРСР (з 1981 року). Нагороджений орденами Трудового Червоного Прапора, «Знак Пошани», медалями.